# 郭羌遗址
郭羌遗址，位于中国青海省同仁市年都乎乡郭麻日村，为青海省市县级文物保护单位，公布日期为1988年8月26日，类型为古遗址。
郭羌遗址的历史年代为青铜时代。